# Las Lomas, Texas
Las Lomas là một nơi ấn định cho điều tra dân số (CDP) thuộc quận Starr, tiểu bang Texas, Hoa Kỳ. Năm 2010, dân số của nơi này là 3147 người.

## Dân số
- Dân số năm 2000: 2684 người.
- Dân số năm 2010: 3147 người.